# Fusalp
Fusalp est une marque de vêtements d'hiver, à l'origine pour le ski, fondée en 1952 à Annecy et où le siège social est toujours situé.
La marque est exploitée par la société Créations Fusalp.

## Histoire
En 1952, alors que le prêt-à-porter est en plein essor, deux tailleurs anneciens sentent que le concept pourrait être décliné sur les vêtements de ski.
Bien que le fuseau existe depuis les années 1930 avec AAllard, leur idée est de concevoir et réaliser le « fuseau des Alpes » à l’échelle industrielle.
C’est ainsi que Georges Ribola et René Veyrat créent cette année-là la société Fusalp.
Ils apportent des améliorations techniques et de confort au fuseau qui sort désormais de la chaussure de ski pour protéger le pied de la neige ; les genoux préformés avec des boudins, ainsi que des parties élastiques sur les côtés, facilitent les flexions ; il est nommé « Elastiss ».
Tous les champions du moment – Jean-Claude Killy, les sœurs Goitschel ou Guy Périllat – remportent leur victoires en Fusalp ; ainsi lors des Jeux olympiques de 1964 à Innsbruck, aux championnats du monde, aux Jeux olympiques de 1968 à Grenoble, la marque est présente sur les sportifs ; Killy gagne trois fois habillé du pantalon Fusalp. Dans les années 1970 puis 1980, la marque est leader de son marché avec ses pulls moulants et ses fuseaux.
En 1976, le baron Empain est à la tête de l'entreprise. En 1984, la société est en difficulté ; rachetée au tribunal de commerce, elle prend ensuite  le nom de « Créations Fusalp ».
Fusalp, propriétaire depuis les années 1970, veut relancer la marque historique des pulls Montant, créée dans les années 1950 et ayant habillé nombre de moniteurs de ski de l'ESF ou de champions,.

### Relance
En 2014, Sophie Lacoste-Dournel et son frère Philippe Lacoste rachètent la majorité de la marque Fusalp,,, pratiquement 80 %, au tribunal de commerce. Celle-ci, en perte de vitesse, réalise alors 6,2 millions de chiffres d'affaires mais perd de l'argent. Mathilde, femme de Philippe, prend la direction artistique tandis que Philippe et sa sœur Sophie prennent la coprésidence. 
Le renouveau de la marque est marqué par la présence des premiers produits chez colette dès la fin de l'année puis d'une première collection prévue quelque temps après. À l'image de Moncler qui possède plusieurs points communs avec Fusalp, les nouveaux propriétaires effectuent une montée en gamme des produits, s'éloignant du vêtement purement sportif pour se rapprocher d'un sportswear plus luxueux,,. « Notre cœur de cible s’établit désormais entre 600 et 800 euros pour les vestes de ski, car il y a trop de concurrence sur l’entrée de gamme. D’où notre choix du premium ». Le champion Antoine Dénériaz prête alors son image à la marque puis une boutique est ouverte à Paris dans le Marais. Une première augmentation de capital a lieu en 2016, faisant entrer de nouveaux investisseurs. Les nouveaux propriétaires créent aussi un réseau de boutiques en France, en stations de ski mais aussi dans des agglomérations telles que Paris, Marseille, Lyon ou encore Bordeaux. Ils s'intéressent également à l'international, notamment en Suisse, en Grande-Bretagne, au Canada, aux États-Unis, et en Corée. En 2023 la marque compte une soixante de boutiques, dont environ la moitié hors de France. En parallèle, la marque collabore avec d'autres, telles Chloé ou Pucci.

### Source
: document utilisé comme source pour la rédaction de cet article.
- Corinne Bouchouchi, « Renaissance : des crocs dans le fuseau », L'Obs, no 2625,‎ 26 février 2015, p. 76 à 78 (ISSN 0029-4713)
- Frederic Martin Bernard, « Fashion altitude : Fusalp remonte la pente », Le Figaro Magazine,‎ 23/24 janvier 2015, p. 98 à 99 (lire en ligne, consulté le 8 mars 2016)